# Plane Table Glacier
Plane Table Glacier är en glaciär i Antarktis. Den ligger i Östantarktis. Nya Zeeland gör anspråk på området. Plane Table Glacier ligger 1 154 meter över havet.
Terrängen runt Plane Table Glacier är bergig norrut, men söderut är den kuperad. Terrängen runt Plane Table Glacier sluttar norrut. Trakten är obefolkad. Det finns inga samhällen i närheten. 